# Сімон Делі
Сімо́н Сільва́нус Делі́ (фр. Simon Sylvanus Deli; нар. 27 жовтня 1991) — івуарійський футболіст, півзахисник турецького клубу «Адана Демірспор» та національної збірної Кот-д'Івуару.

## Клубна кар'єра
Вихованець футбольної школи клубу «Спарта» (Прага).
У дорослому футболі дебютував 2013 року виступами за команду клубу «Динамо» (Ч. Будейовіце), в якій провів один сезон, взявши участь у 24 матчах чемпіонату.
Своєю грою за цю команду привернув увагу представників тренерського штабу клубу «Пршибрам», до складу якого приєднався 2014 року.
До складу клубу «Славія» приєднався 2015 року.

## Виступи за збірну
2015 року дебютував в офіційних матчах у складі національної збірної Кот-д'Івуару. Наразі провів у формі головної команди країни 7 матчів.
У складі збірної був учасником Кубка африканських націй 2017 року у Габоні.
| Дата       | Місто          | Господарі            | Результат             | Гості                | Турнір                                     | Голи | Примітки |
| ---------- | -------------- | -------------------- | --------------------- | -------------------- | ------------------------------------------ | ---- | -------- |
| 26-3-2015  | Абіджан        | Кот-д'Івуар          | 2 – 0                 | Ангола               | товариський матч                           | -    | 48'      |
| 29-3-2015  | Абіджан        | Кот-д'Івуар          | 1 – 1                 | Екваторіальна Гвінея | товариський матч                           | -    |          |
| 14-6-2015  | Лібревіль      | Габон                | 0 – 0                 | Кот-д'Івуар          | товариський матч                           | -    |          |
| 9-10-2015  | Агадір         | Марокко              | 0 – 1                 | Кот-д'Івуар          | товариський матч                           | -    | 46'      |
| 8-1-2017   | Абу-Дабі       | Швеція               | 1 – 2                 | Кот-д'Івуар          | товариський матч                           | -    | 46'      |
| 11-1-2017  | Абу-Дабі       | Кот-д'Івуар          | 3 – 0                 | Уганда               | товариський матч                           | -    | 46'      |
| 20-1-2017  | Оєм            | Кот-д'Івуар          | 2 – 2                 | ДР Конго             | Кубок африканських націй 2017 - 1-й етап   | -    | 46'      |
| 24-1-2017  | Оєм            | Марокко              | 1 – 0                 | Кот-д'Івуар          | Кубок африканських націй 2017 - 1-й етап   | -    |          |
| 24-3-2017  | Краснодар      | Росія                | 0 – 2                 | Кот-д'Івуар          | товариський матч                           | -    |          |
| 27-3-2017  | Париж          | Сенегал              | 1 – 1                 | Кот-д'Івуар          | товариський матч                           | -    | 67'      |
| 4-6-2017   | Роттердам      | Нідерланди           | 5 – 0                 | Кот-д'Івуар          | товариський матч                           | -    |          |
| 11-11-2017 | Абіджан        | Кот-д'Івуар          | 0 – 2                 | Марокко              | Відбір до ЧС 2018                          | -    | 46'      |
| 27-3-2018  | Бове           | Кот-д'Івуар          | 2 – 1                 | Молдова              | товариський матч                           | -    | 57'      |
| 26-3-2019  | Абіджан        | Кот-д'Івуар          | 1 – 0                 | Ліберія              | товариський матч                           | -    | 48'      |
| 7-6-2019   | Булонь-сюр-Мер | Кот-д'Івуар          | 3 – 1                 | Коморські Острови    | товариський матч                           | -    | 67'      |
| 12-11-2020 | Абіджан        | Кот-д'Івуар          | 2 – 1                 | Мадагаскар           | Відбір до Кубка африканських націй 2021    | -    |          |
| 26-3-2021  | Ніамей         | Нігер                | 0 – 3                 | Кот-д'Івуар          | Відбір до Кубка африканських націй 2021    | -    | 66'      |
| 30-3-2021  | Абіджан        | Кот-д'Івуар          | 3 – 1                 | Ефіопія              | Відбір до Кубка африканських націй 2021    | -    |          |
| 12-1-2022  | Дуала          | Екваторіальна Гвінея | 0 – 1                 | Кот-д'Івуар          | Кубок африканських націй 2021 - 1-й етап   | -    |          |
| 16-1-2022  | Дуала          | Кот-д'Івуар          | 2 – 2                 | Сьєрра-Леоне         | Кубок африканських націй 2021 - 1-й етап   | -    |          |
| 20-1-2022  | Дуала          | Кот-д'Івуар          | 3 – 1                 | Алжир                | Кубок африканських націй 2021 - 1-й етап   | -    | 12' 68'  |
| 26-1-2022  | Дуала          | Кот-д'Івуар          | 0 – 0 д.ч. (4-5 п.п.) | Єгипет               | Кубок африканських націй 2021 - 1/8 фіналу | -    | 112'     |
| 29-3-2022  | Лондон         | Англія               | 3 – 0                 | Кот-д'Івуар          | товариський матч                           | -    |          |
| 3-6-2022   | Ямусукро       | Кот-д'Івуар          | 3 – 1                 | Замбія               | Відбір до Кубка африканських націй 2023    | -    |          |
| Усього     |                | Матчів               | 24                    |                      | Голів                                      | 0    |          |

## Титули і досягнення
- Чемпіон Чехії (3):

«Славія» (Прага): 2016-17, 2018-19, 2020-21
- Володар Кубка Чехії (3):

«Славія» (Прага): 2017-18, 2018-19, 2020-21
- Чемпіон Бельгії (1):

«Брюгге»: 2019-20